# Hubert Robert
Hubert Robert   (París, 22 de maig de 1733 - París, 15 d'abril de 1808) va ser un pintor i gravador francès especialitzat en quadres de paisatge i de ruïnes clàssiques. Nascut en l'època rococó, va conèixer l'apogeu del regnat de Lluís XVI, a qui va servir en diversos càrrecs, incloent el disseny de jardins. Va sobreviure miraculosament a ser executat durant la Revolució Francesa i va ser un dels assessors de l'acabat de fundar Museu del Louvre.

## Biografia
El seu pare, Nicolas Robert, va estar al servei de François-Joseph de Choiseul, marquès de Stainville. El jove Hubert va acabar els seus estudis amb els jesuïtes en el parisenc Col·legi de Navarra el 1751 i va entrar en el taller de l'escultor Michel-Ange Slodtz que li va ensenyar dibuix i perspectiva, però el va animar a dedicar-se a la pintura. El 1754 va marxar a Roma en la comitiva d'Étienne-François de Choiseul, fill de l'ocupador del seu pare, qui havia estat nomenat ambaixador francès i es convertiria en Secretari d'Estat per a Afers exteriors de Lluis XV el 1758. Llavors va conèixer a Giovanni Paolo Pannini (1691-1764), pintor, arquitecte i paisatgista de l'Escola Romana i Giovanni Battista Piranesi (1720-1778), arqueòleg, investigador i gravador que es va destacar per les seves construccions realistes i imaginàries.

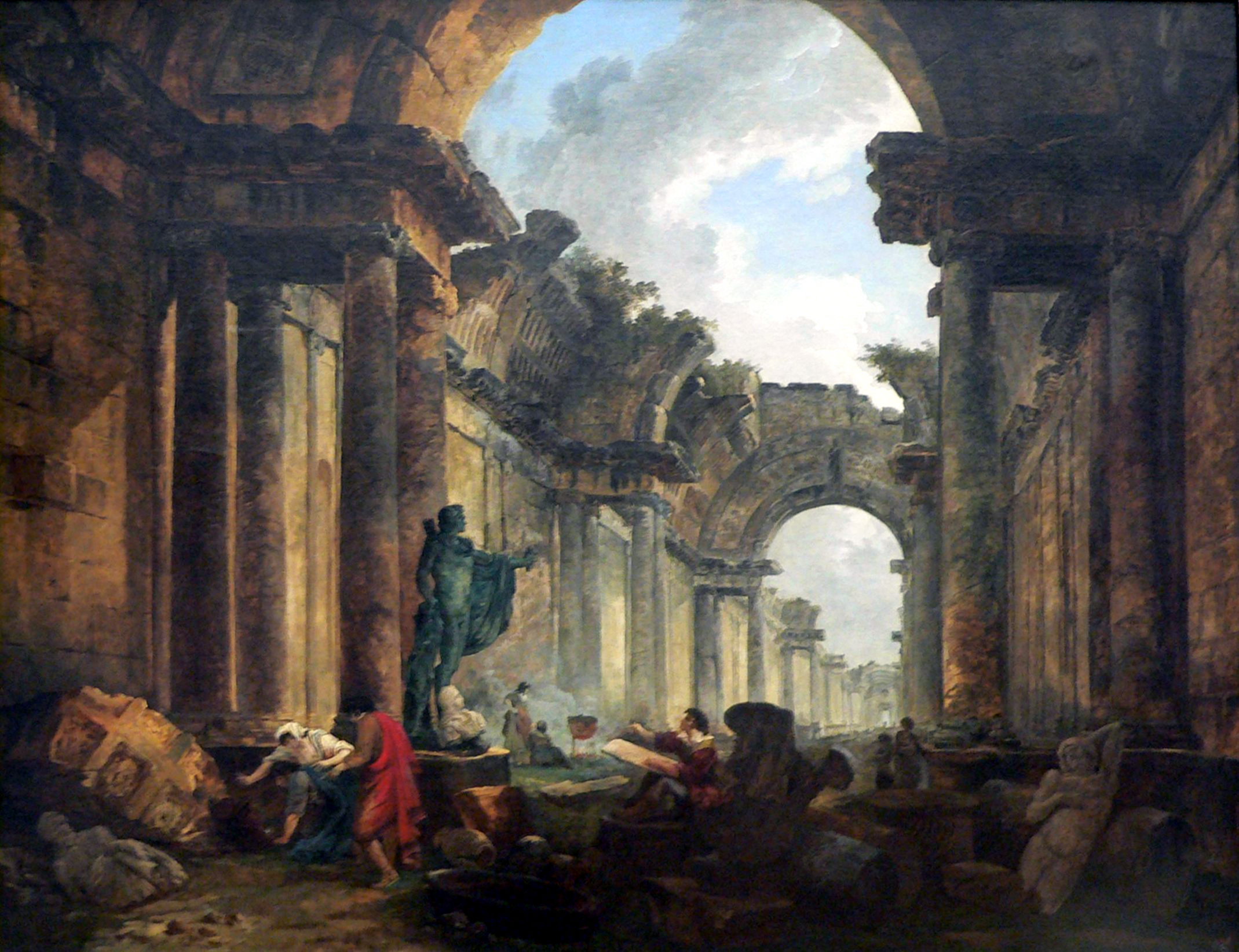
Vista imaginària de la galeria del Louvre com una ruïna, quadre presentat en el Saló de 1796 (Louvre).

### Anys a Roma
Va passar onze anys a Roma, un temps considerable; després d'esgotar la seva residència oficial com a jove artista en l'Acadèmia Francesa a Roma, es va mantenir gràcies a les obres que va crear per a afeccionats que estaven de visita. Un d'ells va ser Jean-Claude Richard, abat de Saint-Non, gravador i afeccionat a l'art, qui va portar a Robert a Nàpols a l'abril de 1760 per visitar les ruïnes de Pompeia. Es van fer amics, i Saint-Non gravaria esbossos de Robert al llarg de diversos anys.
El marquès de Marigny, director dels Bâtiments du Roi es va mantenir al punt de l'evolució de Hubert Robert gràcies a la correspondència amb Charles-Joseph Natoire, director de l'Acadèmia Francesa. Natoire instava als pensionnaires al fet que realitzessin esbossos en l'exterior, de la naturalesa; Robert no necessitava que l'hi demanessin. Dibuixos dels seus llibres d'esbossos (i pintures posteriors) acrediten els seus viatges als palaus històrics de Vil·la d'Este a Tívoli i Vil·la Farnese a Caprarola. Robert va passar aquesta època en companyia de joves artistes del cercle de Piranesi, que els seus capricci de ruïnes romànticament envaïdes per la vegetació li van influir tan granment que es va guanyar el malnom de Robert des ruines. Hubert captivat per les ruïnes de la Ciutat Eterna, va estudiar a fons els principis de l'Antiguitat ja que evocaven un temps desaparegut. Fins i tot va gravar una sèrie de petites vistes romanes (Les soirées de Rome, 1763-64) amb les quals en certa manera emulava a Piranesi.
Els àlbums d'esbossos i dibuixos que va reunir a Roma li van proporcionar motius en els quals va treballar en les pintures de la resta de la seva carrera.
A Roma, els seus companys van ser Jean-Honoré Fragonard (1732-1806) i Jean-Claude Richard (1727-1791). Amb ells va viatjar a Nàpols, Sorrento i Capri, van visitar el Vesuvi i les ruïnes d'Herculà i Pompeia, llocs que en aquest moment havien estat redescoberts.

### A París
El seu èxit al seu retorn a París en 1765 va ser ràpid: a l'any següent, va ser rebut a la Acadèmia Reial de Pintura i Escultura, amb un capriccio romà, El port de Roma, ornamentat amb diferents Monuments d'Arquitectura, Antiga i Moderna. La primera exposició de Robert en el Saló de 1767 va ser ben rebuda en premsa per Denis Diderot: «Les idees que les ruïnes desperten en mi són grans». Va ser nomenat successivament "Dibuixant dels Jardins de Rei", "Conservador dels Quadres de Rei" i "Conservador del Museu i conseller de l'Acadèmia".

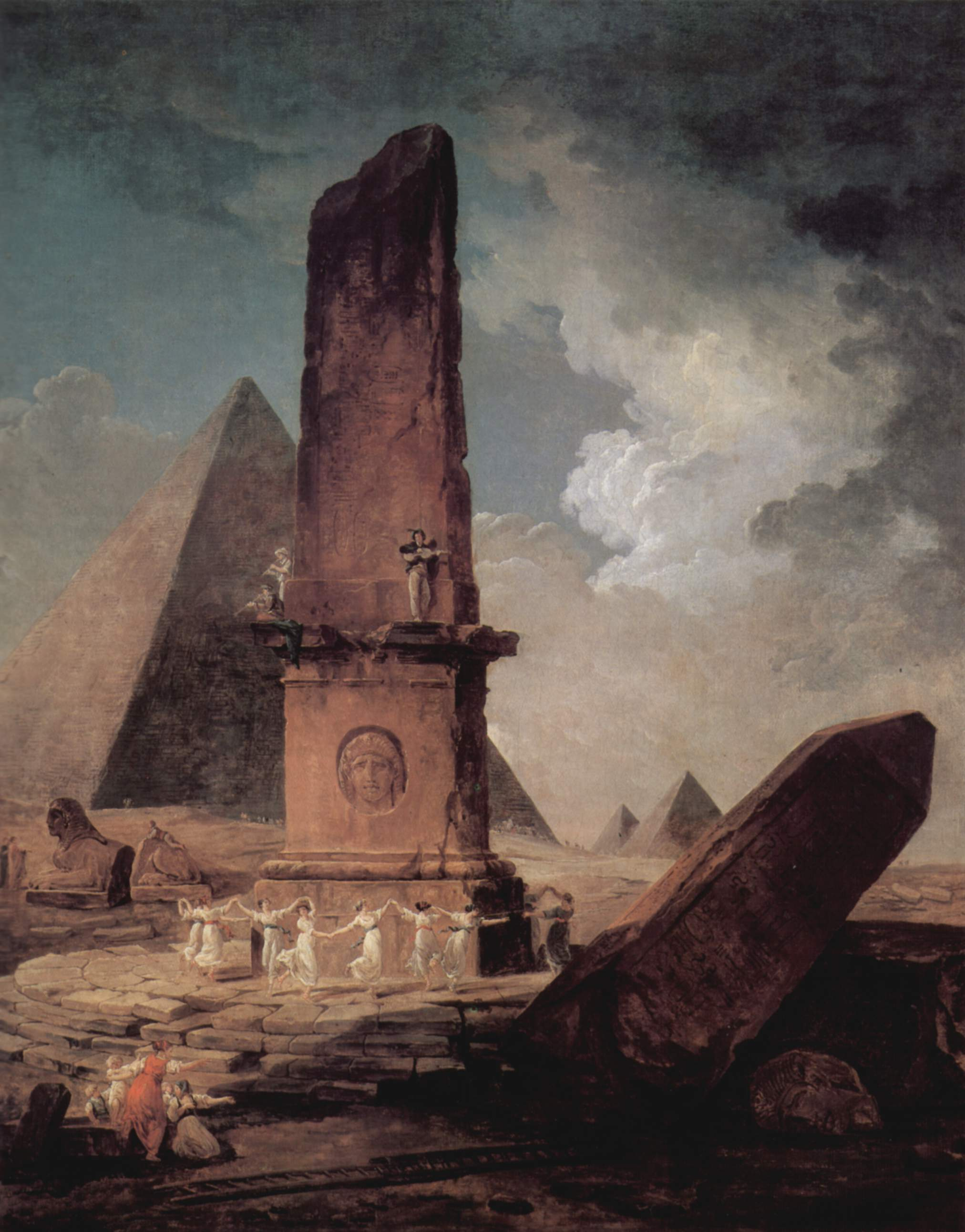
Ruïnes clàssiques.

### Robert i els jardins pintorescs

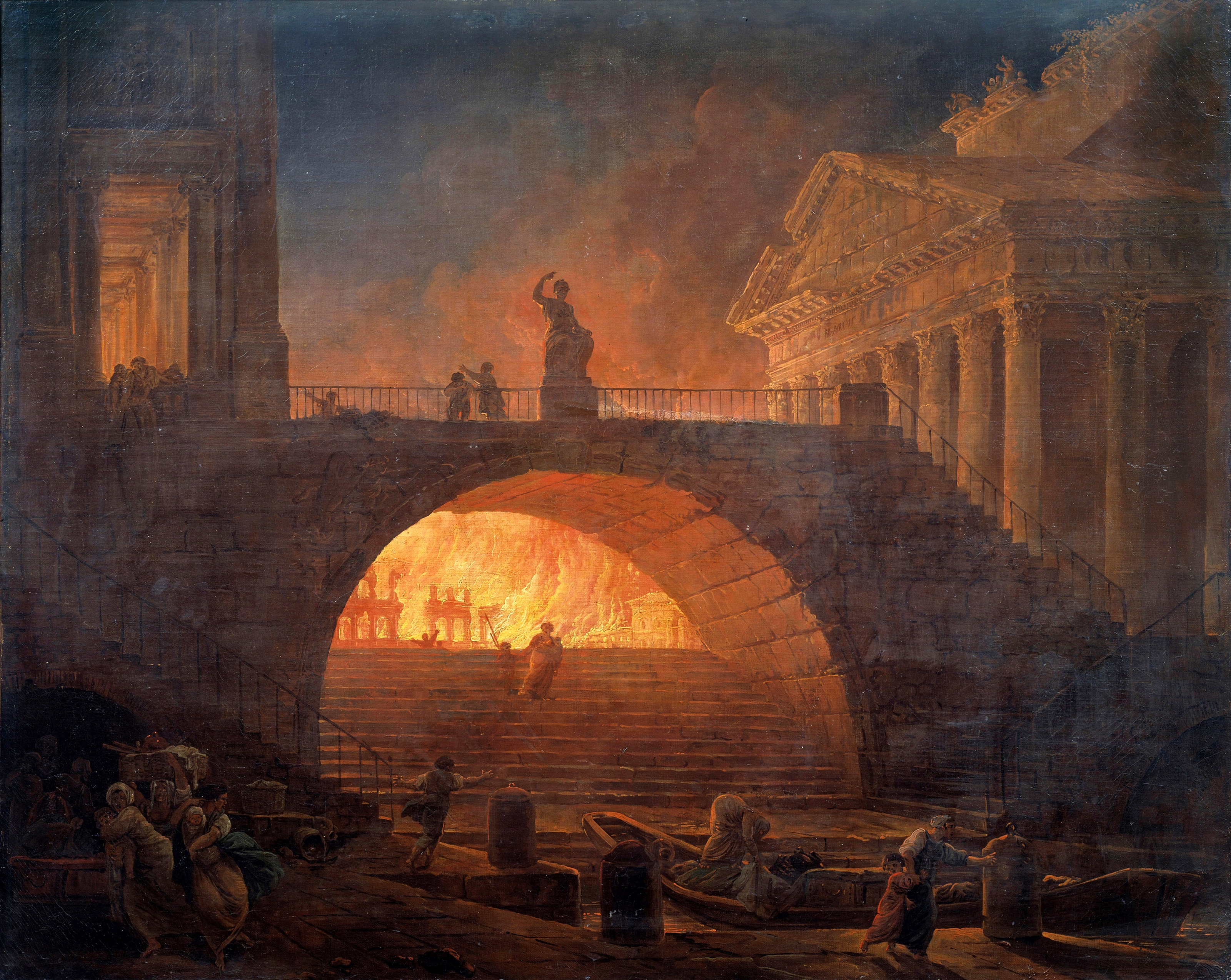
Hubert Robert, Incendi de Roma

Emprenedor i prolífic, Robert també va actuar en un paper similar al que avui és un director artístic, creant el concepte de jardins arruïnats a la moda per a diversos clients aristocràtics, resumit per la seva possible intervenció en Ermenonville; allí hauria treballat amb l'arquitecte Morel per al marquès de Girardin, que era l'autor de Compositions des paysages (1777) i tenia els seus propis punts de vista. El 1786 va començar la seva obra, millor documentada col·laboració en Méréville, amb el seu més significatiu patró, el financer Jean-Joseph de Laborde, que va trobar els plans de François-Joseph Bélanger massa cars i potser massa formals. Encara que falten de nou documents, el nom d'Hubert Robert s'invoca invariablement en relació amb el primer arquitecte de Maria Antonieta, Richard Mique a través de diverses fases de la creació d'un jardí amb paisatge informal al Petit Trianon, i l'arranjament del llogaret de la Reina. Robert va contribuir a el disseny de jardí no tant amb plans pràctics sobre el terreny per millorar-sinó en proporcionar una inspiració atmosfèrica per a l'efecte proposat. A Ermenonville i a Méréville "Les pintures d'Hubert Robert tant es van constatar com van inspirar", segons WH Adams: Quatre grans fantasies sobre ruïnes, pintades el 1787 per Méréville poden investigar-se en va a la recerca de connexions directes amb el jardí. Les pintures d'Hubert del Moulin Joly del seu amic Claude-Henri Watelet presenta tota l'atmosfera d'un jardí que havia estat creant-se des de 1754. La seva col·locació de sis panells de paisatges italianescs pintats per Bagatelle no van ser la inspiració per al parterre de gespa formal col·locat a les terres boscoses dissenyades per Bélanger; les extensions pintoresques de Bagatelle van ser més tard executades pel seu jardiner escocès, William Blaikie. La pintura que li van encarregar a Robert d'un rejoveniment, llargament dilatat, del parc a Versalles, va començar en 1774 amb el tall d'arbres per vendre com a llenya, és un document de l'esdeveniment, que ressona amb significats al·legòrics. És més segur que Robert fos el responsable de la concepció de la gruta i les cascades dels Banys d'Apol·lo, en una caverna de el parc de palau i construït per acollir el celebrat grup escultòric de François Girardon titulat Apol·lo cuidat per les nimfes.

### La Revolució

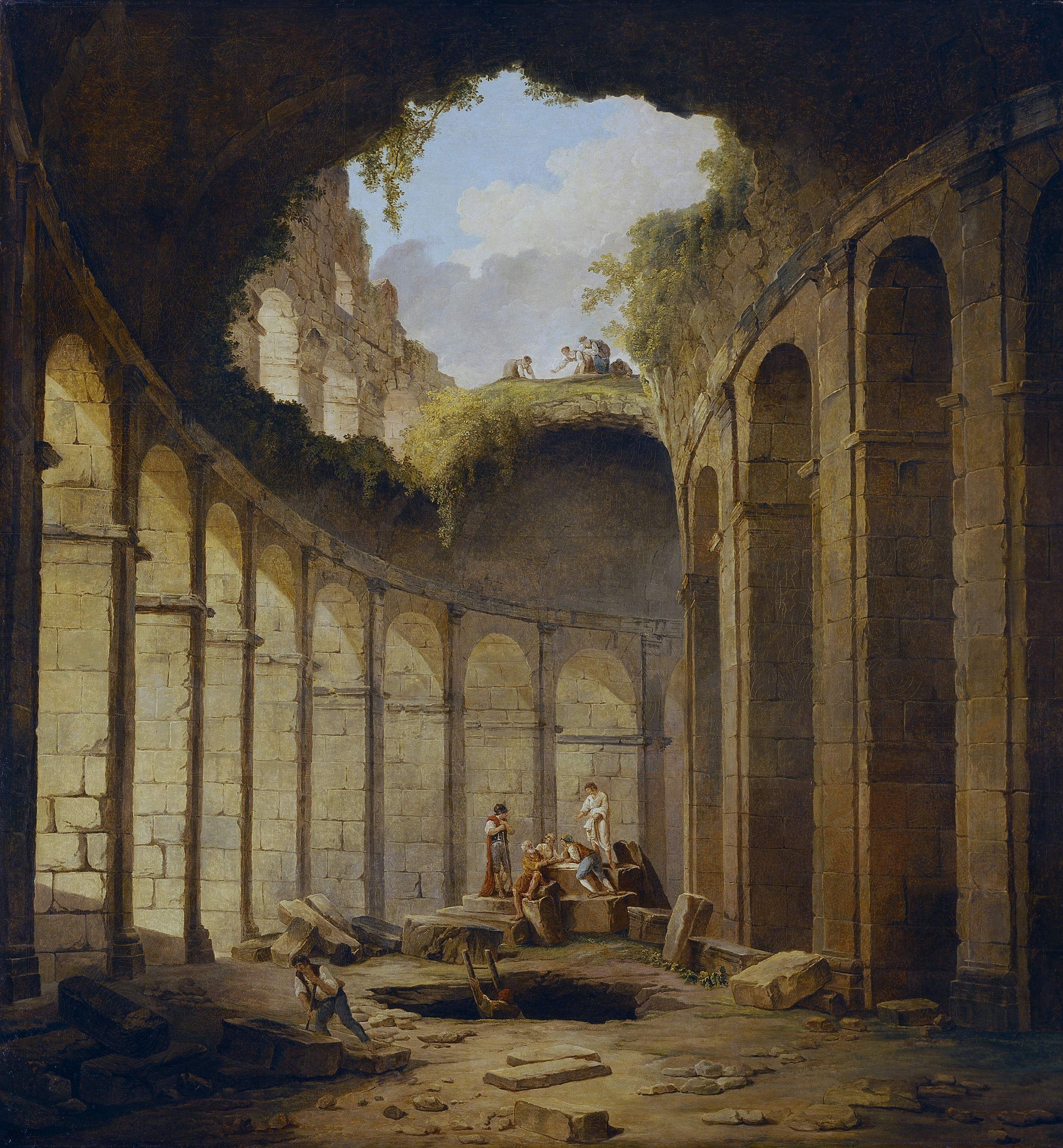
El Coliseu de Roma, 1780-1790, Museu del Prado.

Durant la Revolució, va ser arrestat a l'octubre de 1793. Va sobreviure a les seves detencions a Sainte-Pélagie i Saint-Lazare, pintant vinyetes de la vida a la presó sobre làmines, abans de ser alliberat quan va caure Robespierre. Robert va escapar per molt poc a la guillotina quan, per error, un altre presoner va morir en el seu lloc.
En un gir de la fortuna, Robert va ser triat per al comitè dels cinc encarregats del nou museu nacional en el Palau del Louvre.
Robert va morir d'una apoplexia el 15 d'abril de 1808.
La seva obra va ser objecte de molts gravats de l'abat de Saint-Non, amb qui havia visitat Nàpols en companyia de Fragonard en els seus primers anys; a Itàlia la seva obra ha estat també freqüentment reproduïda per Chatelain, Linard, Le Veau, i d'altres.

## La seva obra

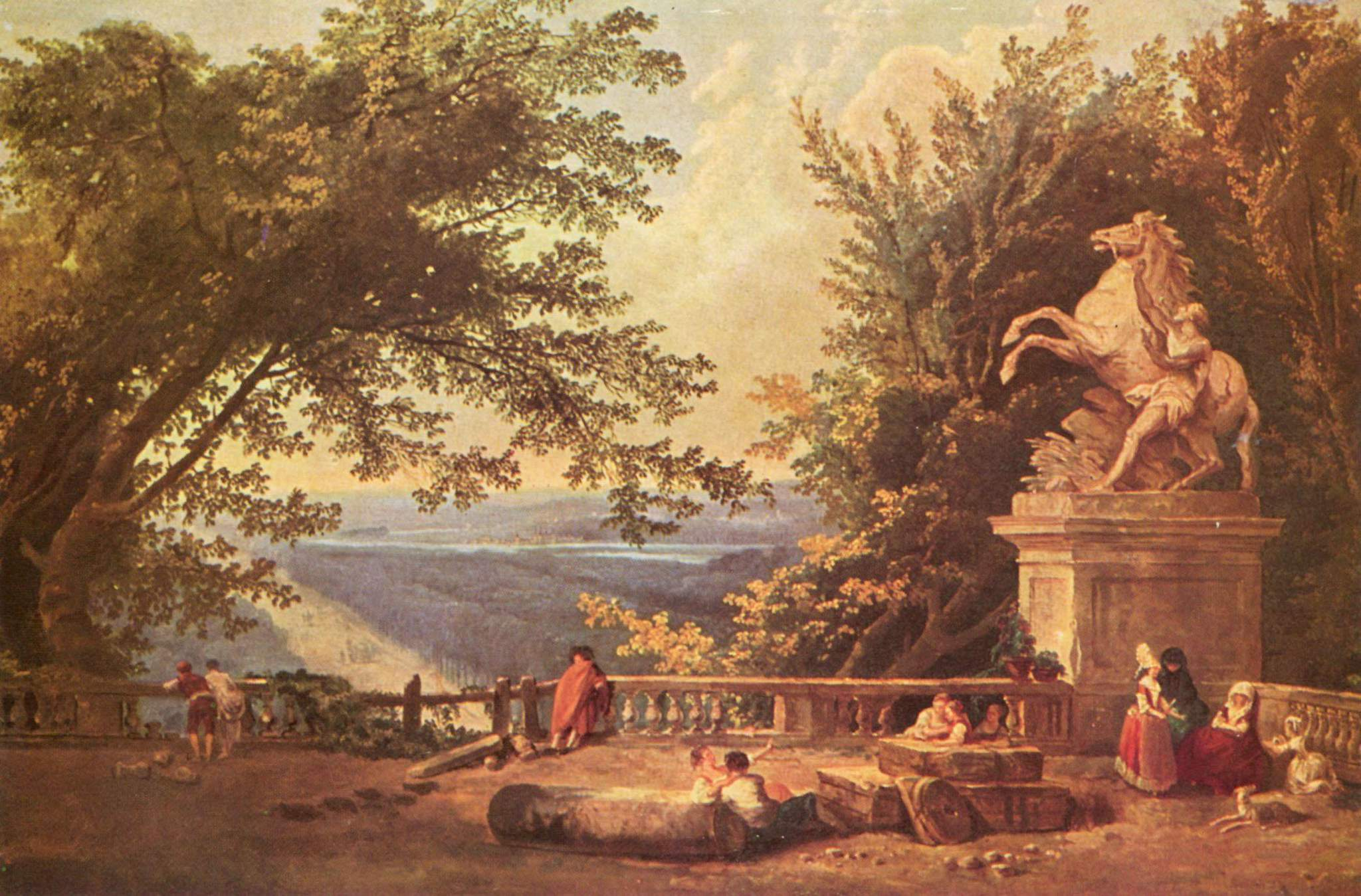
La terrassa en Marly (Museu del Hermitage).

Mereix ser recordat no tant per la seva habilitat com a pintor, sinó per la vivesa amb la qual va tractar els temes que va pintar. El contrast entre les ruïnes de l'antiga Roma i la vida de la seva època va excitar el seu major interès. A Roma va adquirir reputació; allí va treballar durant un temps en l'estudi de Pannini, la influència del qual pot veure's en la Vue imaginaire de la galerie du Louvre en ruine (il·lustració).
Al costat d'aquesta incessant activitat com a artista, el seu caràcter audaç i les seves moltes aventures van atreure l'admiració i la simpatia generals. En el quart cant de la seva L'Imagination, Jacques Delille celebra la miraculosa fugida de Robert quan es va perdre en les catacumbes.
La quantitat de la seva obra és immensa; només el Louvre conté nou pintures seves, i sovint es troben exemplars de la seva obra en museus de províncies i col·leccions privades. L'obra de Robert té més o menys un caràcter escènic que justifica la seva selecció per Voltaire per pintar els decorats del seu teatre en Ferney. Dels seus exemples en museus espanyols, destaquen Figures en el Colosseu (Museu del Prado, El temple de Diana a Nimes o La Passarel·la (Museu Thyssen-Bornemisza)
Actualment es troba l'obra Interior romà amb font en el patrimoni de Museu Souamya en la Ciutat de Mèxic.

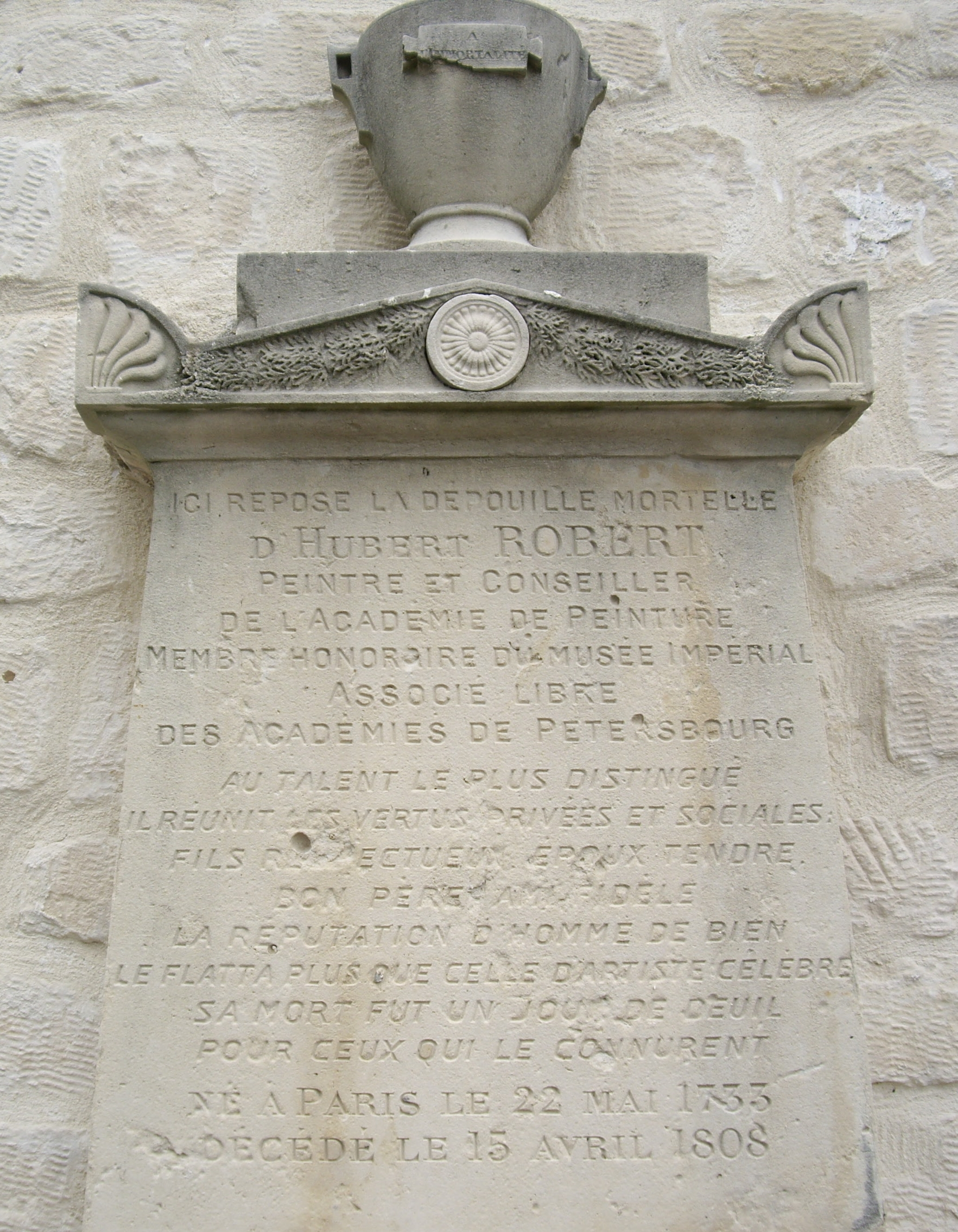
Tomba en el cementiri de Auteuil.